# Riu Olteț
L'Olteț és un afluent dret del riu Olt a Romania. Aboca a l'Olt a l'alçada del poble Fălcoiu. La seva longitud total és de 185 km (115 mi), i la seva àrea de drenatge és de 2,663 km².

## Viles i pobles
Al llarg del riu Olteț es troben els següents pobles i viles: Polovragi, Alunu, Sinești, Livezi, Zătreni, Bălcești, Laloșu, Morunglav, Balș, Bârza, Pârșcoveni, Osica de Sus i Fălcoiu.

## Afluents
Els següents rius són afluents del riu Olteț (des de la font fins a la desembocadura):
- Esquerra: Urlieșu, Dracu, Cujba, Lespezi, Savu, Pârâul Rău, Tărâia, Tulburea, Budele, Șasa, Cerna, Laloș, Bârlui i Balta Dascălului

- Dreta: Ungurel, Cornățel, Valea Iezerului, Obislav, Peșteana, Aninoasa, Călui, Valea Românei, Geamărtălui, Voineasa Mare, Pârâul Roșu, Bobu